# Sint-Martinuskerk (Jawor)
De Sint-Martinuskerk (Pools: Kościół św. Marcina) is een rooms-katholieke parochiekerk in Jawor (Duits: Jauer), een stad in het Poolse woiwodschap Neder-Silezië, gelegen in de powiat Jaworski. 

## Bouwgeschiedenis
- De kerk wordt voor het eerst vermeld in het jaar 1241.
- Vanaf 1330 tot het laatste kwart van de 14e eeuw werd de gotische kerk gebouwd.
- Het westelijke deel volgde in de jaren 1446-1573.
- In de jaren 1423 tot 1650 diende de kerk als luthers Godshuis.
- Er vonden restauraties plaats in de 183 33u2, 1865-1866 en 1883.

## Beschrijving

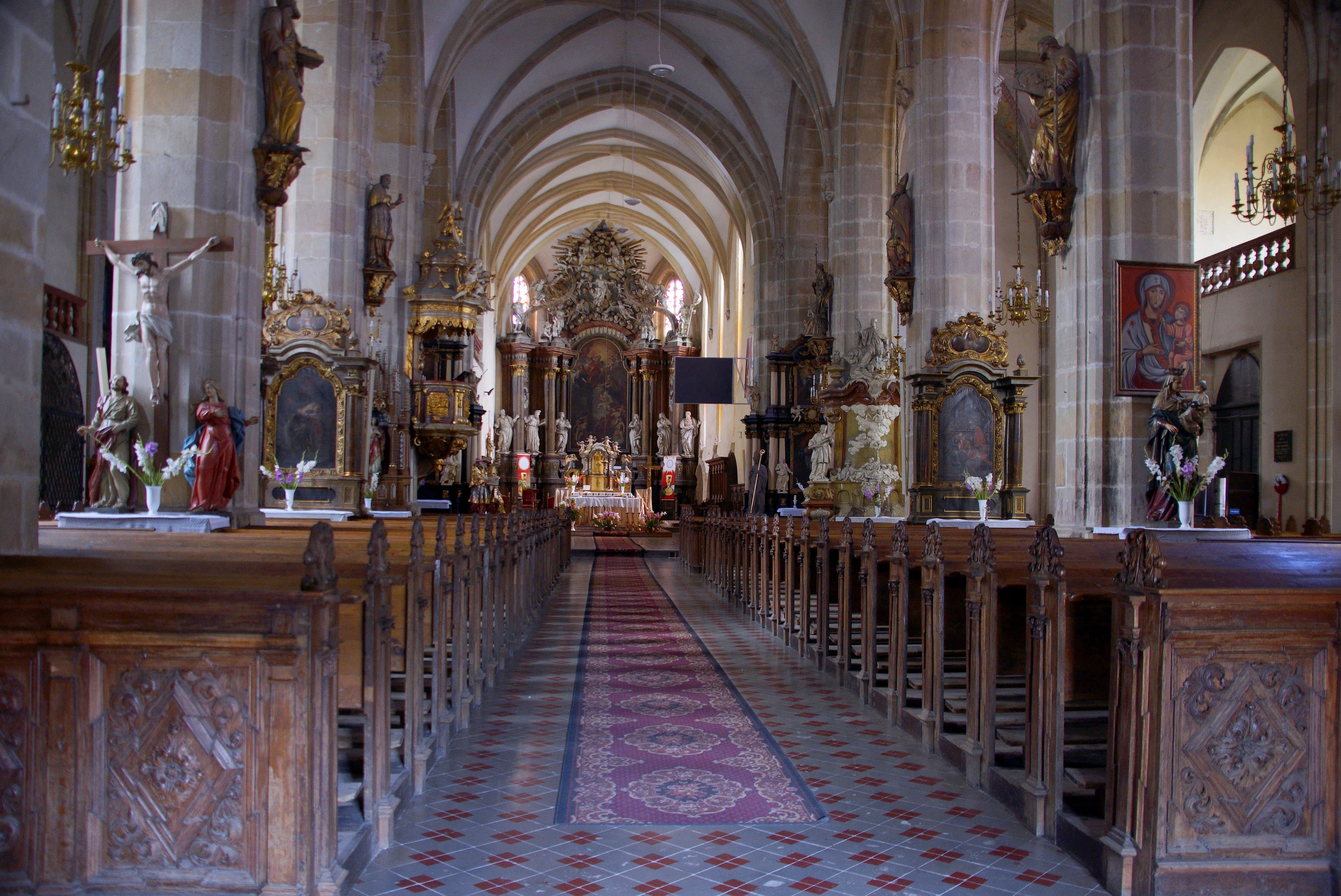
Interieur

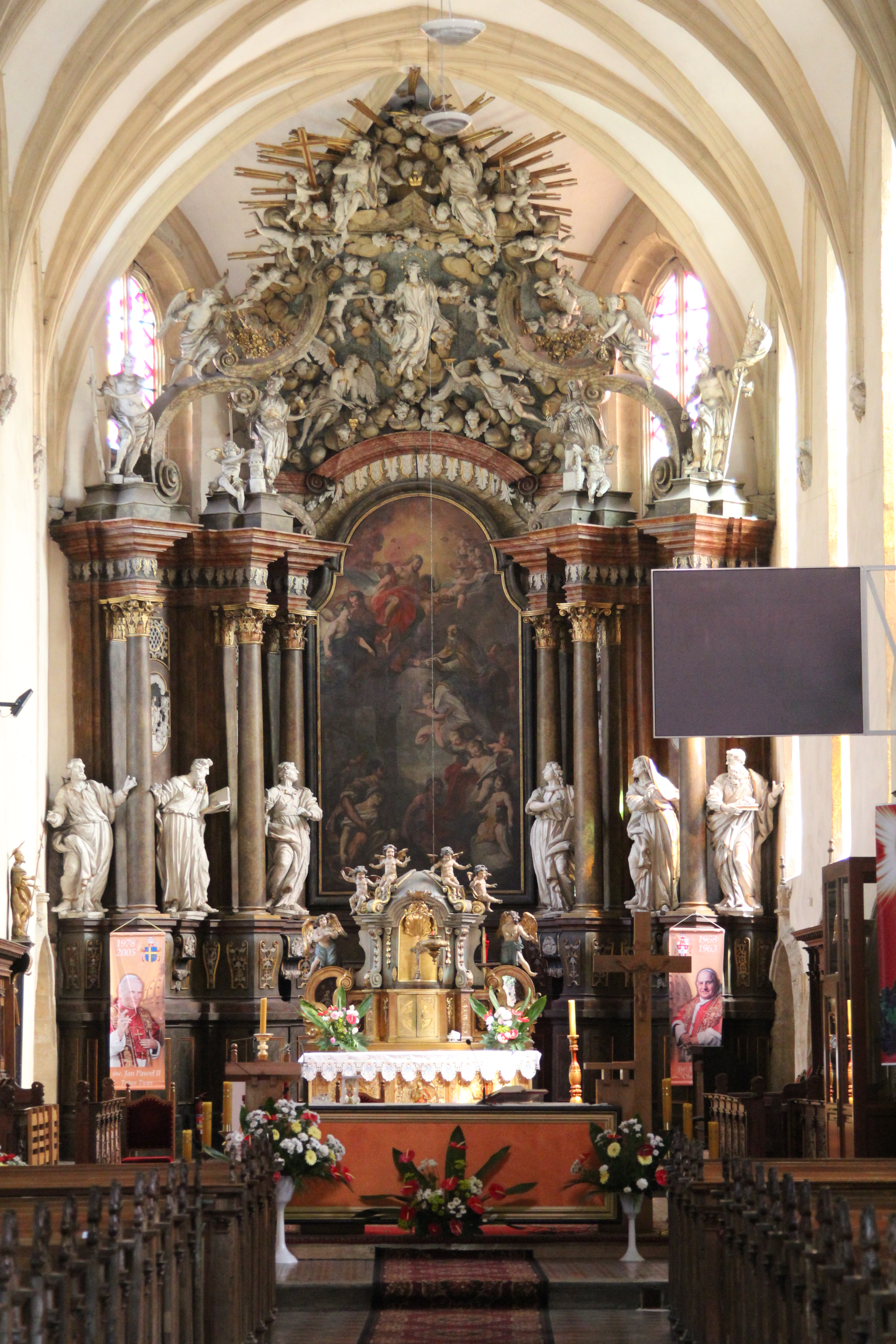
hoofdaltaar

De indrukwekkende gotische kerk vormt het bewijs van het belang van de stad in de middeleeuwen. De kerk werd gebouwd op een heuvel ten noorden van de markt. De westelijke gevel is pronkvol en bezat ooit twee torens. Tegenwoordig is alleen de noordelijke toren nog aanwezig, de vierkante toren wordt boven achtzijdig en afgesloten met een tentdak. De zuidelijke toren stortte in 1533 in en werd slechts tot gevelhoogte herbouwd. Het gotische, spitsbogige portaal in de westelijke gevel ontstond in de 14e eeuw. Twee andere portalen bleven in de zuidelijke beuk bewaard. Naar de voorhal van het zijschip voert een maniëristisch portaal uit het eerste kwart van de 17e eeuw, geflankeerd door bas-reliëfs met de engelen, en naar het koor een gotische portaal uit circa 1400, met in het tympanon een beeld van de heilige Martinus op het paard die zijn mantel met een bedelaar deelt. Ten noorden van het koor bevindt zich de sacristie met daarboven een galerij die zich door arcaden naar het koor en het noordelijk zijschip opent.
Bij de kerk staat een beeld van de heilige apostel Judas Taddeüs, een fragment van een voormalige Mariazuil.

## Interieur
Het kerkmeubilair is voornamelijk barok en dateert uit het einde van de 17e eeuw en het eerste kwart van de 18e eeuw. Het hoofdaltaar met de beelden van de evangelisten en de heilige apostelen Petrus en Paulus bezit een schilderij van de verheerlijking van Martinus van Felix Anton Scheffler. De barokke zijaltaren van Maria-Tenhemelopneming en de Heilige Familie met schilderijen uit het atelier van de Silezische Rembrandt Michael Leopold Lukas Willmann stammen uit de late 17e eeuw. Aan Willmann zelf worden de beide bovenste schilderwerken toegeschreven: Maria opgewacht door de Heilige Drie-eenheid en de mystieke kus van Maria. Tegenover de preekstoel staat een rococo-altaar met de voorstelling van de dood van de heilige Johannes van Nepomuk uit de jaren 30 van de 18e eeuw en in de Mariakapel een barok altaar met een gotisch beeld van een Madonna met Kind uit de 15e eeuw.
De preekstoel werd in het laatste kwart van de 18de eeuw gebouwd. De kanselkuip en de trap zijn versierd met bas-reliëfs van der verheerlijking op de berg, het onderwijs in de tempel en de kardinale deugden (wijsheid, rechtschapenheid, moed en gematigdheid). De christelijke deugden geloof, hoop en liefde worden voorgesteld op het klankbord.
Het renaissance doopvont werd in 1580 gemaakt. Het renaissance gestoelte in het het koor werd in de baroktijd gerenoveerd.
In de zuidelijke beuk bevindt zich een gotische muurschildering uit de 14e-15e eeuw. Ook vermeldenswaardig zijn de 19e-eeuwse gebrandschilderde vensters (1871) met voorstellingen van heiligen, scènes van  Maria-Boodschap (in het noordelijk schip) en de Verrezen Heer (in het zuidelijk schip).
Voorts zijn het vermelden waard de gotische beelden van Sint-Martinus (midden 14e eeuw), de Moeder Gods met Kind uit de 15e eeuw en epitafen: een gotisch grafmonument met een kruisigingsscène (1362, kapel) en renaissance epitafen van Balthasar Hartranft met reliëfs van de Opstanding en de Barmhartige Samaritaan, toegeschreven aan het atelier van Caspar Berger. 

## Afbeeldingen

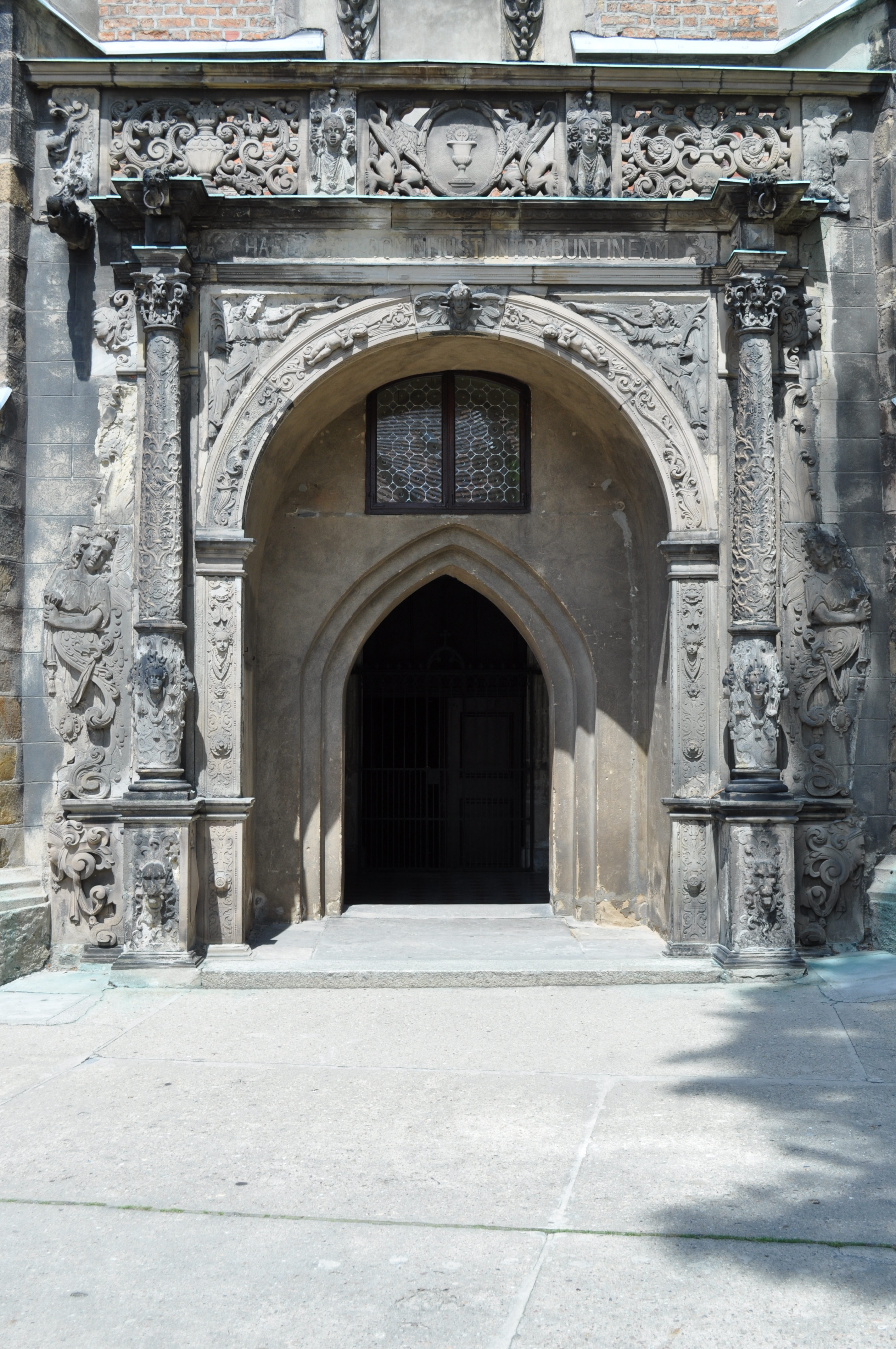
Portaal
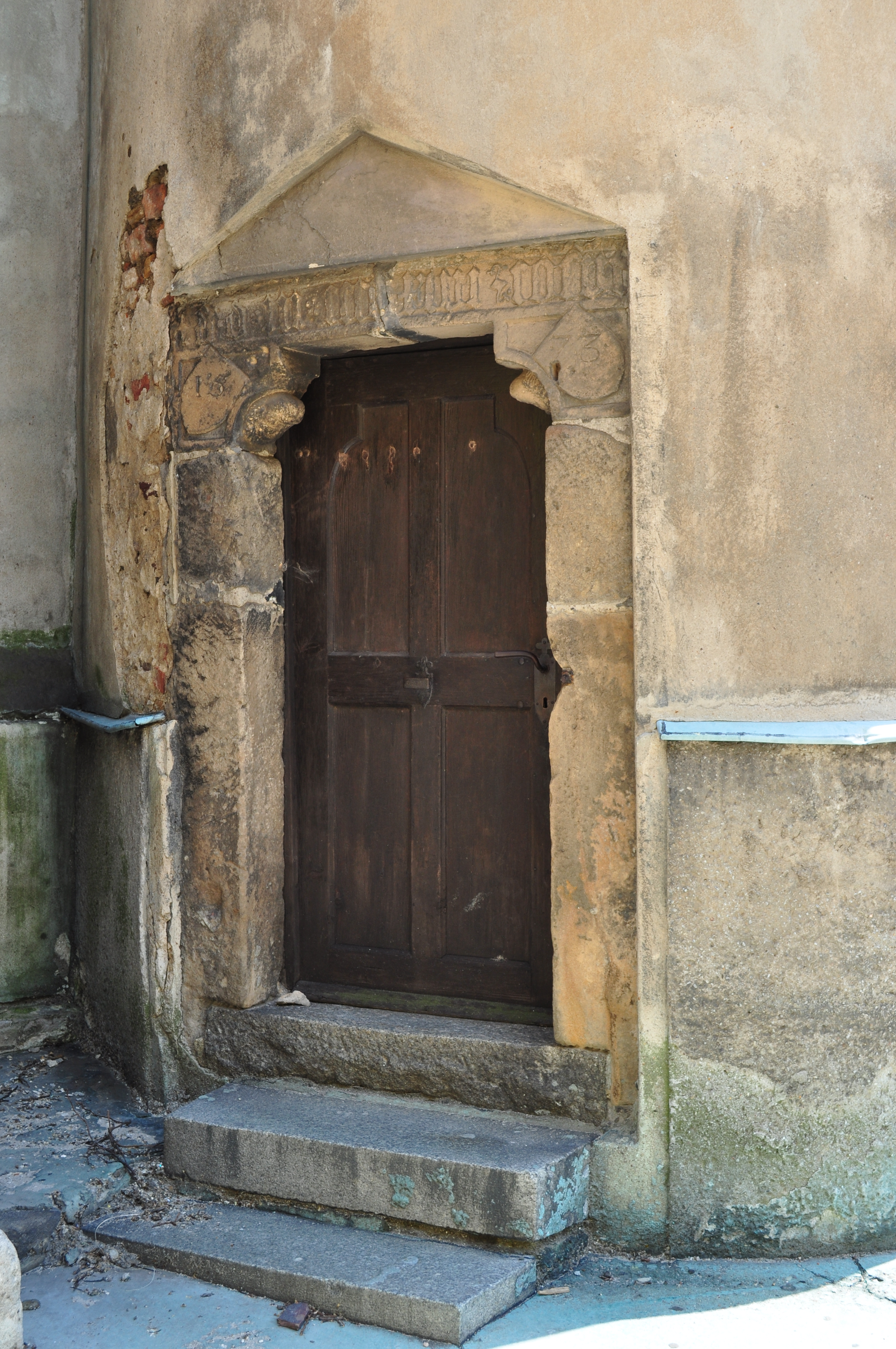
Portaal
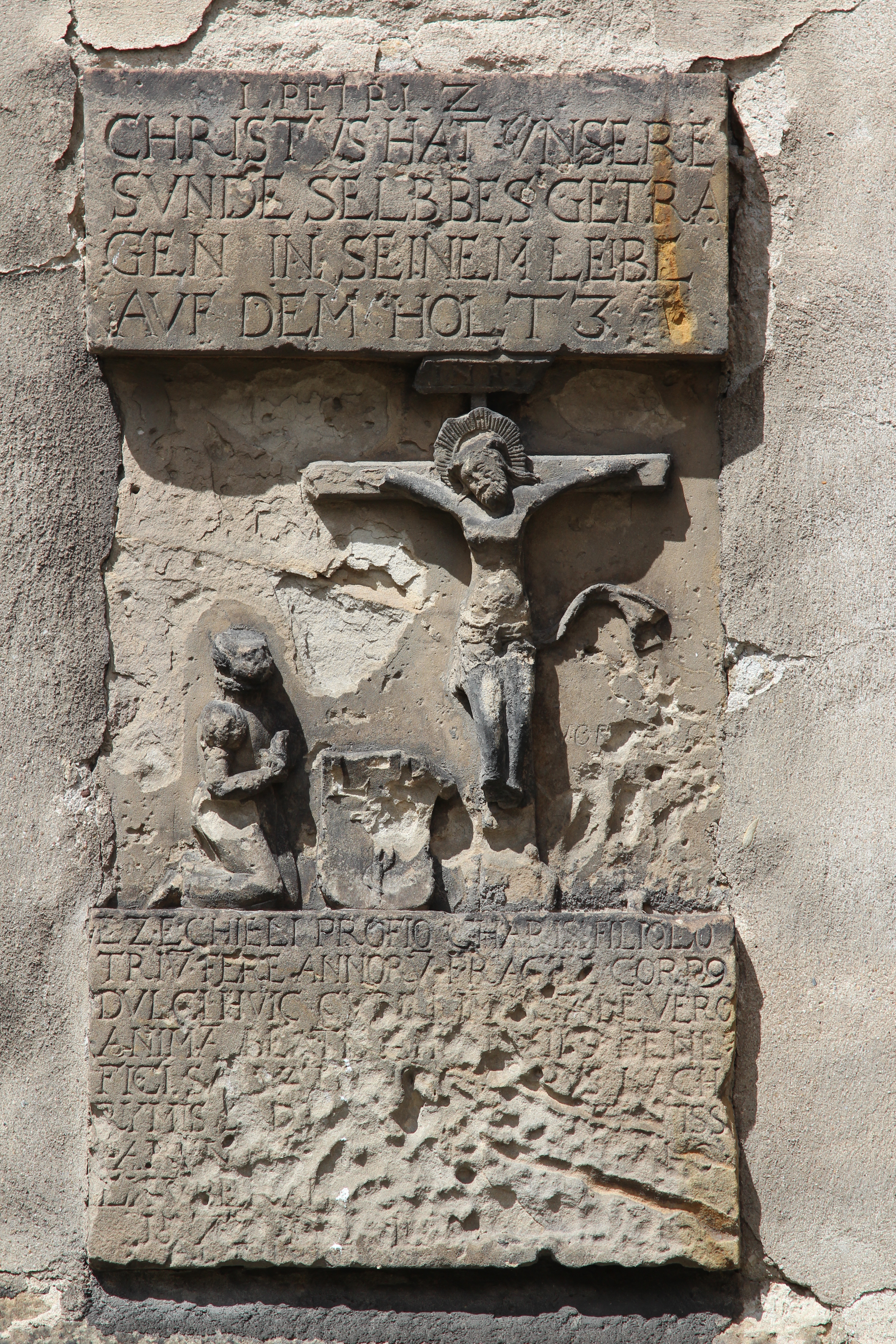
Epitafen